# Паршуткин, Тимофей Иванович
Тимофей Иванович Паршуткин (1896—1944) — сержант Рабоче-крестьянской Красной Армии, участник Великой Отечественной войны, Герой Советского Союза (1944).

## Биография
Тимофей Паршуткин родился в 1896 году в селе Усть-Кокса (ныне — Усть-Коксинский район Республики Алтай). Окончил начальную школу. Участвовал в боях Первой мировой войны. В Гражданской войне участвовал с 1919 года в отряде Дмитрия Краскова. После демобилизации проживал и работал в селе Тихонькая Усть-Коксинского района, в числе первых вступил в местный колхоз, был его председателем.

### Великая Отечественная война
В феврале 1942 года Паршуткин повторно был призван в армию. С апреля того же года — на фронтах Великой Отечественной войны. Был командиром отделения, а к июню 1944 года сержант Тимофей Паршуткин был снайпером 363-го стрелкового полка 114-й стрелковой дивизии 7-й армии Карельского фронта. В июле 1942 года получил лёгкое ранение в левую ногу. Отличился во время форсирования Свири.
Паршуткин в числе первых переправился через Свирь в районе Лодейного Поля. Когда во время переправы лодка затонула, он спас своих получивших ранения товарищей, после чего вступил в бой с противником. В бою за прибрежную траншею он лично уничтожил 1 дзот с пулемётом и 6 вражеских солдат, что способствовало успешному захвату плацдарма на берегу Свири.

По достижении середины реки, лодка, в которой переправлялся тов. Паршуткин, была разбита и смельчак продолжил переправляться вплавь. Тов. Паршуткин первым достиг берега, но видя раненными и тонущими своих товарищей, семерых вытащил на себе с середины реки, чем спас последним жизнь. После этого смельчак-сержант бросился на проволочное заграждение противника. Лопаткой и гранатами проделал в нём проход, один ворвался в траншеи врага, и имея при себе винтовку и автомат, огнём и штыком уничтожил 6 белофиннов.
— наградной лист на Т. И. Паршуткина
6 июля 1944 года Паршуткин погиб в бою к западу от деревни Коверово Сальминского района (ныне Коверо Питкярантского района, нежилая) Карелии, подорвав себя гранатой вместе с финским дзотом.
Первоначально был похоронен в посёлке Салми Питкярантского района, позднее перезахоронен в братской могиле в парке на проспекте Урицкого в Лодейном Поле.
Указом Президиума Верховного Совета СССР от 21 июля 1944 года за «образцовое выполнение боевых заданий командования на фронте борьбы с немецкими захватчиками и проявленные при этом мужество и героизм» сержант Тимофей Паршуткин посмертно был удостоен звания Героя Советского Союза с награждением орденом Ленина.

## Награды
- Медаль «Золотая Звезда» (1944)[3][6].
- Орден Ленина (1944)[3][6].
- Медаль «За боевые заслуги» (1943)[7].

## Память
В честь героя названы:
- Улица в посёлке Салми, где он первоначально был захоронен[8].
- Улица в родном селе героя — Усть-Коксе[2][9].